# Jarda Svoboda
Jarda Svoboda, vlastním jménem Jaroslav Svoboda, (* 31. května 1966 Kolín) je český zpěvák, kytarista, textař, skladatel a výtvarník známý hlavně jako frontman kapel Otcovy děti a Traband. Nyní vystupuje buď sám nebo s kapelou Holy Fanda and The Reverends.
Pochází ze Zásmuk u Kolína a ačkoli hraje na několik hudebních nástrojů, je v hudbě samouk. Vystudoval výtvarnou výchovu a český jazyk na Pedagogické fakultě Univerzity Karlovy a působil jako učitel na základní škole. Vystřídal však i mnoho jiných zaměstnání, např. topič, barman, dramaturg hudebního klubu, pečovatel, editor teletextu České televize, sociální pracovník. V letech 1988 až 1993 vedl křesťansky orientovanou kapelu Otcovy děti; sám přitom není členem žádné církve, k zájmu o křesťanství a židovství se dostal přes faráře a hudebníka Svatopluka Karáska. Roku 1995 založil a od té doby vede kapelu Traband a je autorem či spoluautorem většiny jejích písní. V roce 2003 společně s Michalem Horáčkem realizoval společný projekt a CD Tak to chodí, na který navázal i spoluprací v jedné písni na novějším Horáčkově albu Ohrožený druh (2008). Tři desky Trabandu Hyjé!, Přítel člověka a Domasa získaly výroční cenu Akademie populární hudby Anděl v kategorii „worldmusic“, resp. „folk a country“. V letech 1998–2000 hrál také na kytaru ve skupině Zuby nehty.
Od roku 2012 se účastní projektu, v němž Michal Hrubý (klarinet), Zuzana Hanzlová (Neočekávaný dýchánek, flétna), Petr Tichý (kontrabas) a samotný Svoboda (harmonium) zaaranžovali v 90. letech rekonstruované nápěvy Karla Reinera k staročeské hře Ester (původní partitura se nedochovala), realizované původně za 2. světové války v terezínském ghettu (i když původně vznikalo jako představení pro Déčko E. F. Buriana). Živě uvedené kvarteto své variace na Reinerovy motivy předvedlo 20. května 2012 v lounské židovské obřadní síni při vernisáži výstavy malíře a sochaře Tomáše Polcara ze Slavětína nad Ohří Arché, 26. října 2012 v libeňské synagoze, 28. ledna 2013 na matematicko-fyzikální fakultě UK, 17. 9. 2013 v pražském klubu Rybanaruby, 29. 9. 2013 v lounské židovské obřadní síni při dernisáži výstavy Miroslava Veselého, 6. 3. 2014 v Muzeu ghetta Památníku Terezín a téhož dne i v pražském klubu Kaštan.
Účastnil se jako kytarista kolektivní improvizace na pomezí freejazzu a noisu, doprovázejí klasický němý snímek Jeana Epsteina Pád domu Usherů spolu s Mikolášem Chadimou (altsaxofon), Janem Gruntem (tenorsaxofon), Michalem Hrubým (basklarinet) a Vojtěchem Petržilkou (theremin), která proběhla v klubu Ryba na ruby 7. prosince 2013.
V roce 2015 hostoval s harmoniem na albu Konec cesty skupiny Holy Fanda and The Reverends. V roce 2013 vydal sólové album Milostné deníky, v roce 2016 Solo, v roce 2018 Mono, v roce 2019 Velký kulový.
S Holy Fanda and the Reverends se podílel i na nahrávání druhého, koncepčního, alba Dopisy v lahvi (harmonium, oud, zpěv). Vyšlo v roce 2022 u Polí 5, singl I Will Go vyšel stejný rok i jako limitovaná edice 7" vinylu ve vou verzích. V roce 2023 hostoval na albu Napodobování písma písničkáře Jana Běťáka.
V současnosti vystavuje výtvarná díla dvojího druhu: koláže z nalezených rezavých věcí, nebo malby na listí.
Byl ženatý a má tři děti, jeho synové jsou také hudebníci. Syn Jakub Svoboda vystupuje pod jménem Nèro Scartch.